# Setge de Fort Zeelandia
El setge de Fort Zeelandia (xinès tradicional: 鄭成功攻台之役; literalment "La invasió de Koxinga a Taiwan"), que va ocórrer entre 1661 i 1662, acabà amb el govern de la Companyia Holandesa de les Índies Orientals sobre Taiwan, i donà començament al govern del regne de Tungning sobre l'illa. L'estudiós taiwanès Lu Chien-jung descrigué a aquest esdeveniment com "la guerra que determinà el destí de Taiwan pels pròxims quatre-cents anys ".

## Preludi

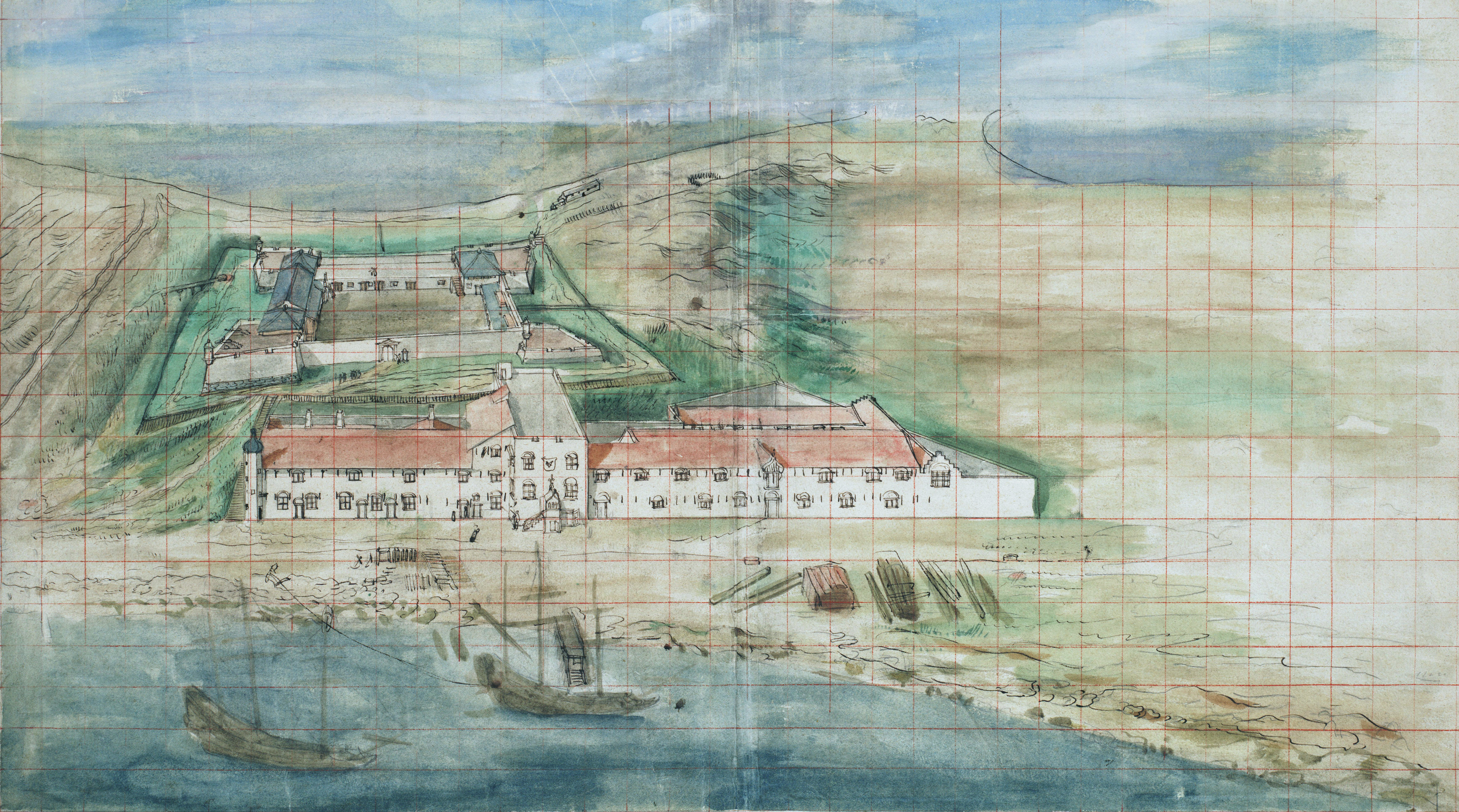
Pintura del Fort Zeelandia a 1635- Arxiu Nacional de La Haya, Netherlands.

En l'any 1659, després d'un intent fallit per a capturar Nanjing, Koxinga, líder dels grups lleials als Ming, considerà que l'Imperi Qing havia consolidat la seua posició a la Xina, i que les seues tropes necessitaven més subministraments i combatents. Per tant, ell va començar la recerca activa d'una zona apropiada per a assentar la seua base d'operacions i, prompte va entrar en contacte amb un xinès anomenat He Bin (xinès tradicional: 何斌), que treballava per a la Companyia Holandesa de les Índies Orientals en Taiwan, He Bin viatjà fins a la base de Koxinga a Xiamen i li va donar un mapa de Taiwan. Els holandesos tenien un assentament en Tayoan des de 1632 (xinès tradicional: 大員, al territori que actualment és Tainan City), que comprenia dos forts. El primer anomenat Fort Zeelandia, estava situat a l'obstaculitza a la badia de Tayoan, i era el principal assentament neerlandès. El segon anomenat Fort Provintia, es trobava en la badia, era menys important i, per tant, de menor grandària. Frederick Coyett, que era el governador de Taiwan en representació de la companyia, estava situat amb 1,800 homes en Fort Zeelandia; mentre que el seu subordinat Valentyn estava a càrrec del Fort Provintia amb una guarnició de 500 homes.

## El setge

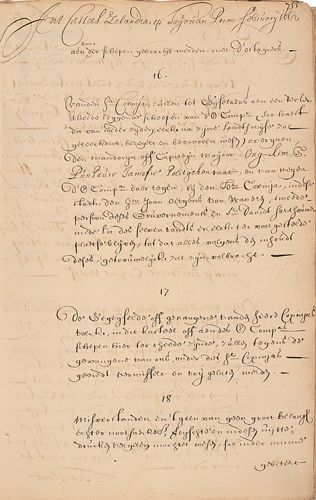
Tractat de pau de 1662, entre el governador holandès i Koxinga.

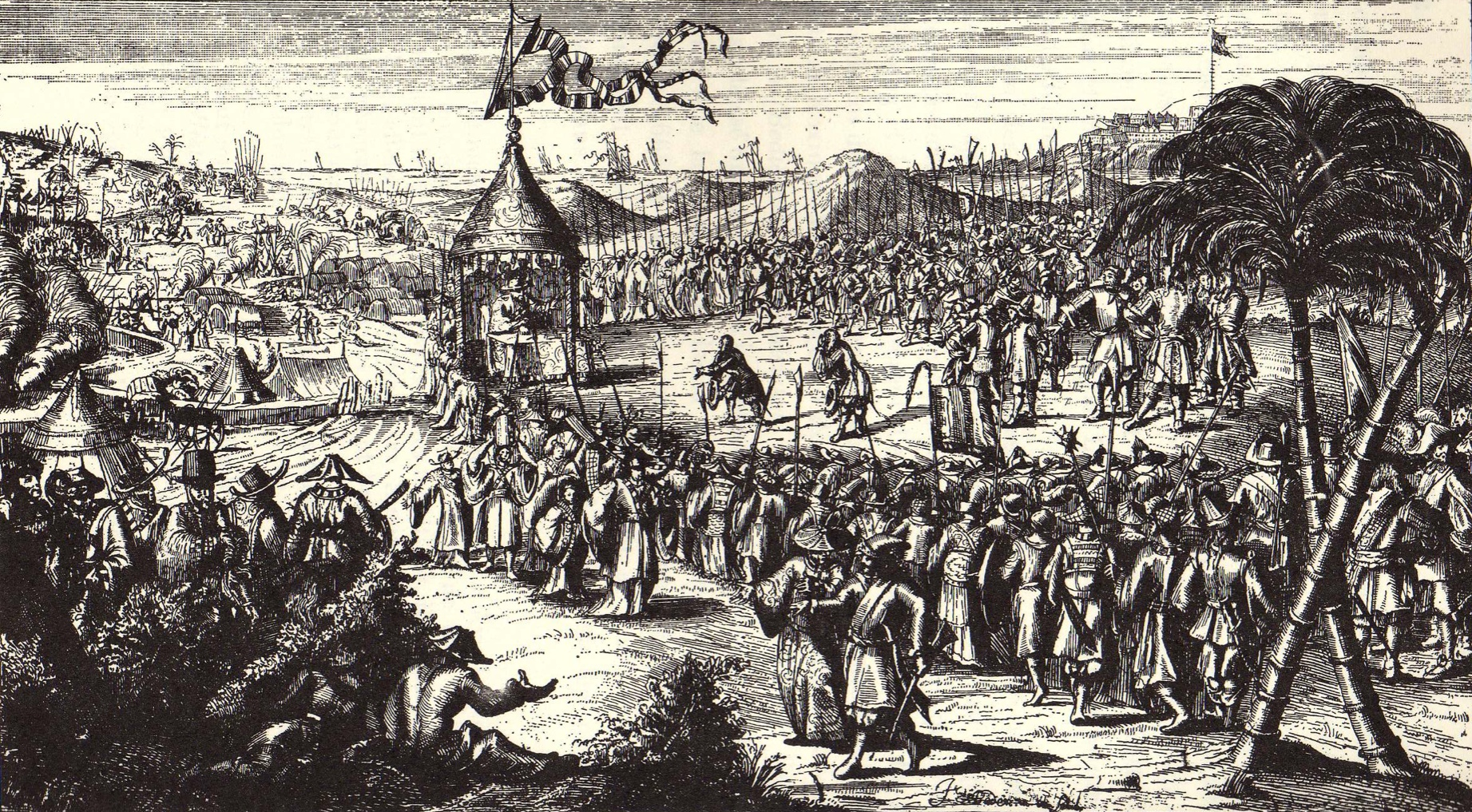
La rendició del Fort Fort Zeelandia.

El 23 de març de 1661 Koxinga i la seua flota van partir des de Kinmen. La seua flota consistia en centenars de joncs i embarcacions de diferents grandàries, duent aproximadament 25,000 soldats i mariners. Ells van arribar a l'illa de Pescadors l'endemà, van deixar allí una guarnició, i van tornar a fer-se al mar el 30 de març. La flota arribà a Tayoan el 2 d'abril, i després de passar per un canal de poca profunditat que els holandesos desconeixien, desembarcaren a Luermen (xinès tradicional: 鹿耳門) en la badia.
La força d'assalt immediatament es va disposar a assetjar el Fort Provintia, sorprenent a Valentyn sense una preparació adequada, ja que suposadament el fort havia de ser protegit pel fort Zeelandia; davant la neta superioritat numèrica de les forces xineses, Valentyn va rendir el fort el 4 d'abril. L'endemà passat l'altre de capturar el Fort Provintia, les tropes de Koxinga van envoltar el Fort Zeelandia i exigiren que la guarnició es rendira, pare això van enviar al sacerdot neerlandès Anthonius Hambroek, que havia estat capturat per les forces de Koxinga, com emissari per a persuadir a la guarnició que es rendira. No obstant això Hambroek, encoratjà que la fortalesa resistira, i va ser executat després de tornar al campament de Koxinga.
A continuació la flota de Koxinga va començar un bombardeig massiu, i les tropes de terra intentaren penetrar al forta, però van ser rebutjats patint un nombre de pèrdues important. Després Koxinga canvià la seua tàctica i va procedir a assetjar el fort. El 28 de maig, les notícies sobre el lloc arribaren a Jakarta, i la companyia va decidir enviar una flota de 10 vaixells i 700 mariners per a prestar suport al fort. La flota va arribar el 5 de juliol i va tenir alguns enfrontaments menors amb la flota de Koxinga.
El 23 de juliol, ambdós costats es van trenar en batalla durant el qual la flota holandesa va intentar trencar el bloqueig imposat per la flota de Koxinga. Després d'una breu lluita, la flota holandesa va ser obligada a retirar-se perdent dos vaixells que es van enfonsar, tres menudes embarcacions van ser capturades, i va patir unes cent baixes. A l'octubre novament els holandesos van intentar trencar el lloc, però no van tenir èxit. Aquesta victòria, sumada a les notícies de baixa moral en la guarnició que feien arribar als xinesos alguns mercenaris alemanys que van desertar, van convèncer a Koxinga de llançar un assalt final al desembre.
El 12 de gener de 1662, la flota de Koxinga va començar altre bombardeig, mentre que les forces terrestres es preparaven per a assaltar el fort. Davant l'escassesa de subministraments i l'absència d'arribada de reforços, Coyett finalment va hissar la bandera blanca i va negociar les condicions de la seua rendició. La rendició es va completar l'1 de febrer, i el personal que quedava de la VOC va partir de Taiwan el 17 de febrer. A tot el personal se'ls permeté dur les seues pertinences, com també vitualles a bastament com per a poder arribar a l'emplaçament neerlandès més proper.